# Отбранителна линия
Отбранителна линия е система от линейно разположени на бойното поле трайни и временни фортификационни съоръжения, като бункери, дълговременна огнева точка (ДОТ), дървено-земно огнево съоръжение (ДЗОТ), телени и железобетонни заграждения и др.